# Holandia na Zimowych Igrzyskach Olimpijskich 1964
Holandia na Zimowych Igrzyskach Olimpijskich 1964 – sześcioosobowa kadra sportowców reprezentujących Holandię na zimowych igrzyskach olimpijskich w 1964 roku w Innsbrucku.
W skład holenderskiej reprezentacji weszło sześcioro zawodników – czterech mężczyzn i dwie kobiety. Wystartowali oni w siedmiu konkurencjach sześciu dyscyplin sportowych. Był to siódmy start reprezentacji Holandii na zimowych igrzyskach olimpijskich. Łyżwiarka Sjoukje Dijkstra zdobyła pierwszy złoty medal zimowych igrzysk olimpijskich dla reprezentacji Holandii.

## Zdobyte medale
| Medal  | Zawodnik         | Dyscyplina           | Konkurencja             | Rezultat   |
| ------ | ---------------- | -------------------- | ----------------------- | ---------- |
| Złoto  | Sjoukje Dijkstra | Łyżwiarstwo figurowe | solistki                | 2018,5 pkt |
| Srebro | Kees Verkerk     | Łyżwiarstwo szybkie  | bieg na 1500 m mężczyzn | 2:10,6 min |

## Skład kadry

### Łyżwiarstwo figurowe
| Zawodnik         | Konkurencja | Nota   | Pozycja |
| ---------------- | ----------- | ------ | ------- |
| Sjoukje Dijkstra | Solistki    | 2018.5 | złoto   |

### Łyżwiarstwo szybkie
Mężczyźni
| Zawodnik        | Konkurencja    | Konkurencja    | Konkurencja    | Konkurencja    | Konkurencja      | Konkurencja      |
| Zawodnik        | Bieg na 1500 m | Bieg na 1500 m | Bieg na 5000 m | Bieg na 5000 m | Bieg na 10 000 m | Bieg na 10 000 m |
| Zawodnik        | Czas           | Miejsce        | Czas           | Miejsce        | Czas             | Miejsce          |
| --------------- | -------------- | -------------- | -------------- | -------------- | ---------------- | ---------------- |
| Kees Verkerk    | 2:10,6         | srebro         | 7:51,1         | 9.             | 16:53,4          | 16.              |
| Rudi Liebrechts | 2:12,8         | 10.            | 7:50,9         | 8.             | 16:08,6          | 4.               |
| Ard Schenk      | 2:13,4         | 13.            |                |                |                  |                  |
| Peter Nottet    |                |                | 8:26,1         | 34.            |                  |                  |

Kobiety
| Zawodnik      | Konkurencja    | Konkurencja    | Konkurencja    | Konkurencja    | Konkurencja    | Konkurencja    |
| Zawodnik      | Bieg na 1000 m | Bieg na 1000 m | Bieg na 1500 m | Bieg na 1500 m | Bieg na 3000 m | Bieg na 3000 m |
| Zawodnik      | Czas           | Miejsce        | Czas           | Miejsce        | Czas           | Miejsce        |
| ------------- | -------------- | -------------- | -------------- | -------------- | -------------- | -------------- |
| Willy de Beer | 1:40,1         | 17.            | 2:34,0         | 16.            | 5:49,9         | 27.            |